# Garnett (Kansas)
Garnett è un centro abitato (city) degli Stati Uniti d'America, capoluogo della Contea di Anderson, nello Stato del Kansas. In una stima del 2007 la popolazione era di 3.207 abitanti.

## Geografia fisica
Secondo i rilevamenti dell'United States Census Bureau, la località di Garnett si estende su una superficie di 8,0 km², dei quali 7,2 km² sono occupati da terre, mentre 0,8 km² sono occupati da acque.

## Popolazione
Secondo il censimento del 2000, a Garnett vivevano 3.368 persone, ed erano presenti 886 gruppi familiari. La densità di popolazione era di 434,9 ab./km². Nel territorio comunale si trovavano 1.597 unità edificate. Per quanto riguarda la composizione etnica degli abitanti, il 96,97% era bianco, lo 0,39% era afroamericano, l'1,04% era nativo, lo 0,27% proveniva dall'Asia, lo 0,06% proveniva dall'Oceano Pacifico, lo 0,53% apparteneva ad altre razze e lo 0,74% a due o più. La popolazione di ogni razza ispanica corrispondeva all'1,45% degli abitanti.
Per quanto riguarda la suddivisione della popolazione in fasce d'età, il 24,4% era al di sotto dei 18, il 7,5% fra i 18 e i 24, il 23,3% fra i 25 e i 44, il 20,7% fra i 45 e i 64, mentre infine il 24,1% era al di sopra dei 65 anni di età. L'età media della popolazione era di 41 anni. Per ogni 100 donne residenti vivevano 88,2 uomini.